# Attilio De Cicco
Attilio De Cicco (San Severo, 20 giugno 1894 – Roma, 20 novembre 1957) è stato un avvocato, diplomatico e politico italiano.
Fondatore del Fascio di Foggia e tra i primi organizzatori di squadre d'azione nella Puglia, dopo l'avvento di Mussolini al governo è diventato console generale della Milizia volontaria per la sicurezza nazionale. Eletto una prima volta deputato nel 1924, sul finire degli anni venti ha iniziato l'attività diplomatica. È stato console generale d'Italia a Beirut, segretario della federazione dei Fasci italiani all'estero e direttore generale al Ministero degli esteri, dove si è dedicato in particolare agli italiani residenti in altri paesi. Sposato con due figli, è morto suicida nella sua casa romana mentre ricopriva la carica di consigliere delegato della Società italiana per il commercio con l'estero.